# Altes Pfarrhaus (Möckern)

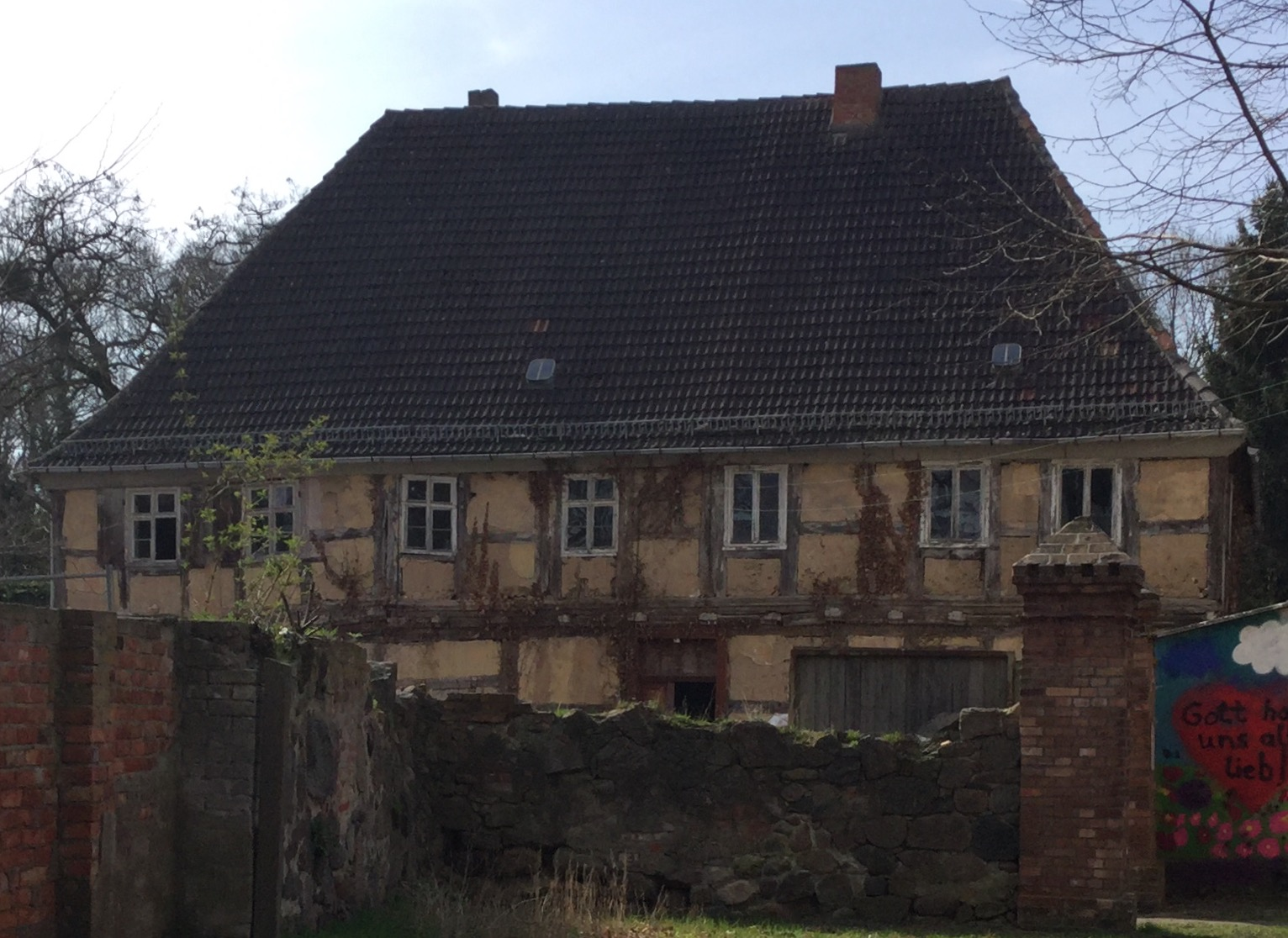
Altes Pfarrhaus, Blick von Norden

Das Alte Pfarrhaus oder auch Alte Pfarre ist ein denkmalgeschütztes Pfarrhaus in der Stadt Möckern in Sachsen-Anhalt.

## Lage
Es befindet sich in der Altstadt von Möckern an der Adresse Kirchstraße 22 südöstlich der evangelischen Sankt-Laurentius-Kirche.

## Architektur und Geschichte
Das 1666 erbaute zweigeschossige Gebäude ist in Fachwerkbauweise errichtet. Der Vorgängerbau wurde 1644 bei einem Brand vernichtet. Bedeckt ist der Bau mit einem Walmdach. Bis 1925 wurde das Gebäude als Pfarrhaus genutzt, danach als Wohngebäude unter anderem für die Gemeindeschwester bis 1995. Das Gebäude wurde 1984 an die Wasserversorgung angeschlossen und 1988 die Treppe erneuert und eine Badestube eingebaut. Zum Komplex des Pfarrhauses gehörte auch ein Brauhaus, ein Gemeindesaal, eine Waltzboden zur Flachsherstellung, ein Kornboden und ein Taubenschlag. Eine bautechnische Besonderheit ist eine Innentoilette mit Babyklo. Der Komplex ist von einer Feldsteinmauer umgeben. Ein Teil der Feldsteinmauer gehört mit zur Stadtmauer von Möckern. Bis 2017 stand das Haus leer und war sanierungsbedürftig. Seit Anfang 2018 wird es schrittweise saniert, um dort Vereins- und Ausstellungsräume anzusiedeln. Durch das Engagement der Eigentümerin konnte seitdem nicht nur das Gebäude vor weiteren Schäden bewahrt werden, sondern auch die Nebengebäude repariert und das Pfarrhaus in einen guten Zustand versetzt werden. Für ihren Einsatz um das Gebäude wurde die Eigentümerin mit dem Denkmalpreis des Landes Sachsen-Anhalt 2023 ausgezeichnet.
Im örtlichen Denkmalverzeichnis ist das Pfarrhaus unter der Erfassungsnummer 094 71082 als Baudenkmal verzeichnet.
Es gilt als das älteste Gebäude in Möckern.